# Heterocloeon davidi
Heterocloeon davidi is een haft uit de familie Baetidae. De wetenschappelijke naam van de soort is voor het eerst geldig gepubliceerd in 2005 door Waltz & McCafferty.
De soort komt voor in het Nearctisch gebied.